# Лимена
Лѝмена (на италиански: Limena; на венециански: Imena, Имена) е градче и община в Северна Италия, провинция Падуа, регион Венето. Разположено е на 22 m надморска височина. Населението на общината е 7744 души (към 2011 г.).